# Svidden
Jimmy Koitzsch, mer känd som Svidden, född 1984, är en svensk musikproducent, låtskrivare och musiker med bas i Stockholm.
Tillsammans med producentduon Galantis har han skrivit och producerat hitsinglar som "Runaway (U&I)", "No money" och "Peanut Butter Jelly".
Han har också samarbetat med artister som Miike Snow, Hillary Duff och Adam Lambert.
År 2015 blev han nominerad för en Grammy Award i kategorin Best dance recording med låten Runaway (U&I).
År 2016 mottog Svidden, tillsammans med Galantis och Henrik Jonback, SKAPs (Sveriges kompositörer och textförfattare) pris för årets producent.